# Új-Zéland a 2002. évi téli olimpiai játékokon
Új-Zéland az egyesült államokbeli Salt Lake Cityben megrendezett 2002. évi téli olimpiai játékok egyik részt vevő nemzete volt. Az országot az olimpián 5 sportágban 10 sportoló képviselte, akik érmet nem szereztek.

## Alpesisí
Férfi
| Versenyző    | Versenyszám      | 1. futam      | 1. futam      | 2. futam | 2. futam | Összesítés | Összesítés |
| Versenyző    | Versenyszám      | Idő           | Hely.         | Idő      | Hely.    | Idő        | Helyezés   |
| ------------ | ---------------- | ------------- | ------------- | -------- | -------- | ---------- | ---------- |
| Todd Haywood | Műlesiklás       | nem ért célba | nem ért célba | kiesett  | kiesett  | kiesett    | kiesett    |
| Todd Haywood | Óriás-műlesiklás | 1:19,99       | 63.           | 1:18,11  | 51.      | 2:38,10    | 51.        |
| Jesse Teat   | Műlesiklás       | nem ért célba | nem ért célba | kiesett  | kiesett  | kiesett    | kiesett    |
| Jesse Teat   | Óriás-műlesiklás | 1:20,31       | 64.           | 1:17,76  | 48.      | 2:38,07    | 50.        |

Női
| Versenyző       | Versenyszám | 1. futam | 1. futam | 2. futam | 2. futam | Összesítés | Összesítés |
| Versenyző       | Versenyszám | Idő      | Hely.    | Idő      | Hely.    | Idő        | Helyezés   |
| --------------- | ----------- | -------- | -------- | -------- | -------- | ---------- | ---------- |
| Claudia Riegler | Műlesiklás  | 55,17    | 17.      | 56,02    | 14.      | 1:51,19    | 11.        |

## Bob
Férfi
| Versenyző                                            | Versenyszám | 1. futam | 1. futam | 2. futam      | 2. futam      | 3. futam | 3. futam | 4. futam | 4. futam | Összesítés | Összesítés |
| Versenyző                                            | Versenyszám | Idő      | Hely.    | Idő           | Hely.         | Idő      | Hely.    | Idő      | Hely.    | Idő        | Helyezés   |
| ---------------------------------------------------- | ----------- | -------- | -------- | ------------- | ------------- | -------- | -------- | -------- | -------- | ---------- | ---------- |
| Mark Edmond Alan Henderson                           | Kettes      | 48,46    | 24.      | 48,36         | 21.           | 48,72    | 26.*     | 49,36    | 32.      | 3:14,90    | 27.        |
| Alan Henderson Steve Harrison Angus Ross Mark Edmond | Négyes      | 50,67    | 32.      | nem ért célba | nem ért célba | kiesett  | kiesett  | kiesett  | kiesett  | kiesett    | kiesett    |

* - egy másik csapattal azonos eredményt ért el

## Rövidpályás gyorskorcsolya
Férfi
| Versenyző    | Versenyszám | Előfutam | Előfutam | Negyeddöntő | Negyeddöntő | Elődöntő | Elődöntő | B döntő | B döntő | Döntő   | Döntő   | Helyezés |
| Versenyző    | Versenyszám | Idő      | Hely.    | Idő         | Hely.       | Idő      | Hely.    | Idő     | Hely.   | Idő     | Hely.   | Helyezés |
| ------------ | ----------- | -------- | -------- | ----------- | ----------- | -------- | -------- | ------- | ------- | ------- | ------- | -------- |
| Mark Jackson | 500 m       | 44,064   | 4.       | kiesett     | kiesett     | kiesett  | kiesett  | kiesett | kiesett | kiesett | kiesett | 26.      |
| Mark Jackson | 1000 m      | 1:32,276 | 3.       | kiesett     | kiesett     | kiesett  | kiesett  | kiesett | kiesett | kiesett | kiesett | 22.      |
| Mark Jackson | 1500 m      | 2:22,906 | 4.       |             |             | kiesett  | kiesett  | kiesett | kiesett | kiesett | kiesett | 20.      |

## Szánkó
| Versenyző  | Versenyszám | 1. futam | 1. futam | 2. futam | 2. futam | 3. futam | 3. futam | 4. futam | 4. futam | Összesítés | Összesítés |
| Versenyző  | Versenyszám | Idő      | Hely.    | Idő      | Hely.    | Idő      | Hely.    | Idő      | Hely.    | Idő        | Helyezés   |
| ---------- | ----------- | -------- | -------- | -------- | -------- | -------- | -------- | -------- | -------- | ---------- | ---------- |
| Angie Paul | Női egyes   | 44,407   | 23.      | 44,256   | 25.      | 43,943   | 18.      | 43,869   | 19.      | 2:56,475   | 23.        |

## Szkeleton
| Versenyző | Versenyszám | 1. futam | 1. futam | 2. futam | 2. futam | Összesítés | Összesítés |
| Versenyző | Versenyszám | Idő      | Hely.    | Idő      | Hely.    | Idő        | Helyezés   |
| --------- | ----------- | -------- | -------- | -------- | -------- | ---------- | ---------- |
| Liz Couch | Női         | 53,62    | 10.      | 54,18    | 11.      | 1:47,80    | 11.        |